# Canal Messier
Canal Messier är ett sund i Chile.   Det ligger i den södra delen av landet, 1 700 km söder om huvudstaden Santiago de Chile.